# J. B. Jackson
John Brinckerhoff "Brinck" Jackson (25 de septiembre de 1909 - 29 de agosto de 1996) fue un escritor, editor, profesor y dibujante de diseño de paisajes. Herbert Muschamp, crítico de arquitectura del New York Times, declaró que J. B. Jackson era "el mayor escritor vivo de Estados Unidos sobre las fuerzas que han dado forma a la tierra que ocupa esta nación". Jackson influyó en la ampliación de la perspectiva sobre el paisaje "vernáculo".

## Primeros años de vida
Jackson nació en Dinard, Francia, de padres estadounidenses. Pasó sus primeros años escolares con ellos en Washington D. C. y en Europa. En 1923, a los 14 años, se matriculó en el Institut Le Rosey de élite en Rolle, Suiza, donde aprendió francés y alemán con fluidez. Saboreó un entorno de montañas, prados y bosques, pero también absorbió el rostro humano de las ciudades y cantones suizos. Más tarde se basaría en sus viajes al extranjero en escritos, bocetos y acuarelas. Asistió a Eaglebrook School, Choate y Deerfield Academy en Nueva Inglaterra y pasó los veranos en la granja de su tío en Nuevo México.
Las experiencias de Jackson en la universidad influyeron en su enfoque de la configuración del paisaje. Asistió al Colegio Experimental de la Universidad de Wisconsin-Madison. Obtuvo una idea de la arquitectura y la planificación a partir de la crítica social de la revelación de Lewis Mumford y Oswald Spengler en su obra Decline of the West de que "los paisajes reflejaban la cultura de las personas que vivían allí".
En 1929, Jackson ingresó a la Universidad de Harvard. Su instructor Irving Babbitt influyó en la oposición de Jackson al modernismo. El gusto de Jackson por el estilo barroco y la historia comenzó a florecer en este momento. Creía que el entusiasmo del estilo barroco era la esencia de la conexión entre la humanidad y la naturaleza. Mientras asistía a la universidad, Jackson escribió artículos para Harvard Advocate. Su carrera de escribir sobre el paisaje comenzó aquí.

## Obras
Sus obras incluyen
- Landscapes: Selected Writings of J. B. Jackson (1970)
- American Space: The Centennial Years, 1865–1876 (1972)
- The Interpretation of Ordinary Landscapes: Geographical Essays editado con D. W. Meinig (1979)
- The Necessity for Ruins and Other Topics (1980)
- Discovering the Vernacular Landscape (1984)
- A Sense of Place, a Sense of Time (1994)
- Landscape in Sight: Looking at America (1997)

## Citas
- "Cuanto más envejezco y más miro los paisajes y trato de comprenderlos, más me convenzo de que su belleza no es simplemente un aspecto sino su esencia misma y que esa belleza deriva de la presencia humana".
- "Esperemos que los méritos y el encanto de la franja que forma la autopista no sean tan oscuros sino que sean aceptados por un público más amplio".
- "La bicicleta tenía, y todavía tiene, una moderación humana, casi clásica en el tipo de placer que ofrece. Es el tipo de máquina que un griego helenístico podría haber inventado y montado. No violenta nuestras reacciones normales: no pretende liberarnos de nuestro entorno normal".
- "La forma en que crece una ciudad, la dirección en la que se extiende, es un factor no tanto de zonificación o actividad inmobiliaria o valores de la tierra sino de carreteras".
- "Las ruinas brindan el incentivo para la restauración y el regreso a los orígenes. Tiene que haber un período intermedio de muerte o rechazo antes de que pueda haber renovación y reforma".